# Osredci (Brus)
Pour les articles homonymes, voir Osredci.
Osredci (en serbe cyrillique : Осредци) est un village de Serbie situé dans la municipalité de Brus, district de Rasina. Au recensement de 2011, il comptait 386 habitants.

## Démographie
| 1948  | 1953  | 1961  | 1971  | 1981  | 1991 | 2002 | 2011 |
| ----- | ----- | ----- | ----- | ----- | ---- | ---- | ---- |
| 1 005 | 1 099 | 1 206 | 1 135 | 1 002 | 762  | 474  | 386  |

|  |